# Альбиач Фернандес, Альваро
Альваро Альбиач Фернандес (исп. Álvaro Albiach Fernández; род. 1968, Лирия) — испанский дирижёр.
Учился в консерваториях Валенсии и Мурсии. В 1989 г. прошёл мастер-класс Михаэля Гилена в Зальцбурге, в 1998 г. занимался в Музыкальной академии Пескары у Джильберто Серембе. В 1999 г. выиграл Международный конкурс дирижёров в Безансоне, получив также приз зрительских симпатий.
В 2012—2021 гг. художественный руководитель Оркестра Эстремадуры, после этого сохранил за собой пост главного приглашённого дирижёра.